# Mariana Aparicio Torres
Pour les articles homonymes, voir Aparicio et Torres.
 (février 2019).
Si vous disposez d'ouvrages ou d'articles de référence ou si vous connaissez des sites web de qualité traitant du thème abordé ici, merci de compléter l'article en donnant les références utiles à sa vérifiabilité et en les liant à la section « Notes et références ».
Mariana Aparicio Torres, née en 1983 à Leyde,, est une actrice néerlandaise. En 2023, elle remporte le Theo d'Or, le prix de théâtre plus important aux Pays-Bas, pour son interprétation du personnage principal dans la pièce de théâtre « De jaren », une adaptation scénique du roman Les Années d'Annie Ernaux.

## Filmographie

### Cinéma
- 2016 : Uilenbal : Serine
- 2017 : 2017: A Press Conference : La présidente (court-métrage)
- 2019: Singel 39 (nl) : interprète
- 2022 : Pink Moon de Floor van der Meulen : la personne intéressée pour l'achat de la maison
- 2024: De Z van Zus : Pilar

### Télévision
- 2008 : Klein Holland (nl) : Marie Claire
- 2008 : S1ngle (nl) : Louise
- 2011 : Walhalla : Molly Snoeks
- 2012 : De Meisjes van Thijs (nl) : Lara
- 2013 : Van God los (nl) : Jade
- 2014 : Heer & Meester (nl) : Monica Altobelli
- 2016 : De Fractie (nl) : Lana, la vlogueuse
- 2017 : B.A.B.S. (nl) : Juanita
- 2018 : Klem (nl) : L'infirmière
- 2022: Vaders & Zonen : le docteur Sudarsky
- 2022: Tot zonsondergang (nl) : la mère de Pink